# Lhota u Příbramě
Lhota u Příbramě – gmina w Czechach, w powiecie Przybram, w kraju środkowoczeskim. Według danych z dnia 1 stycznia 2013 liczyła 472 mieszkańców.